# Flintastek

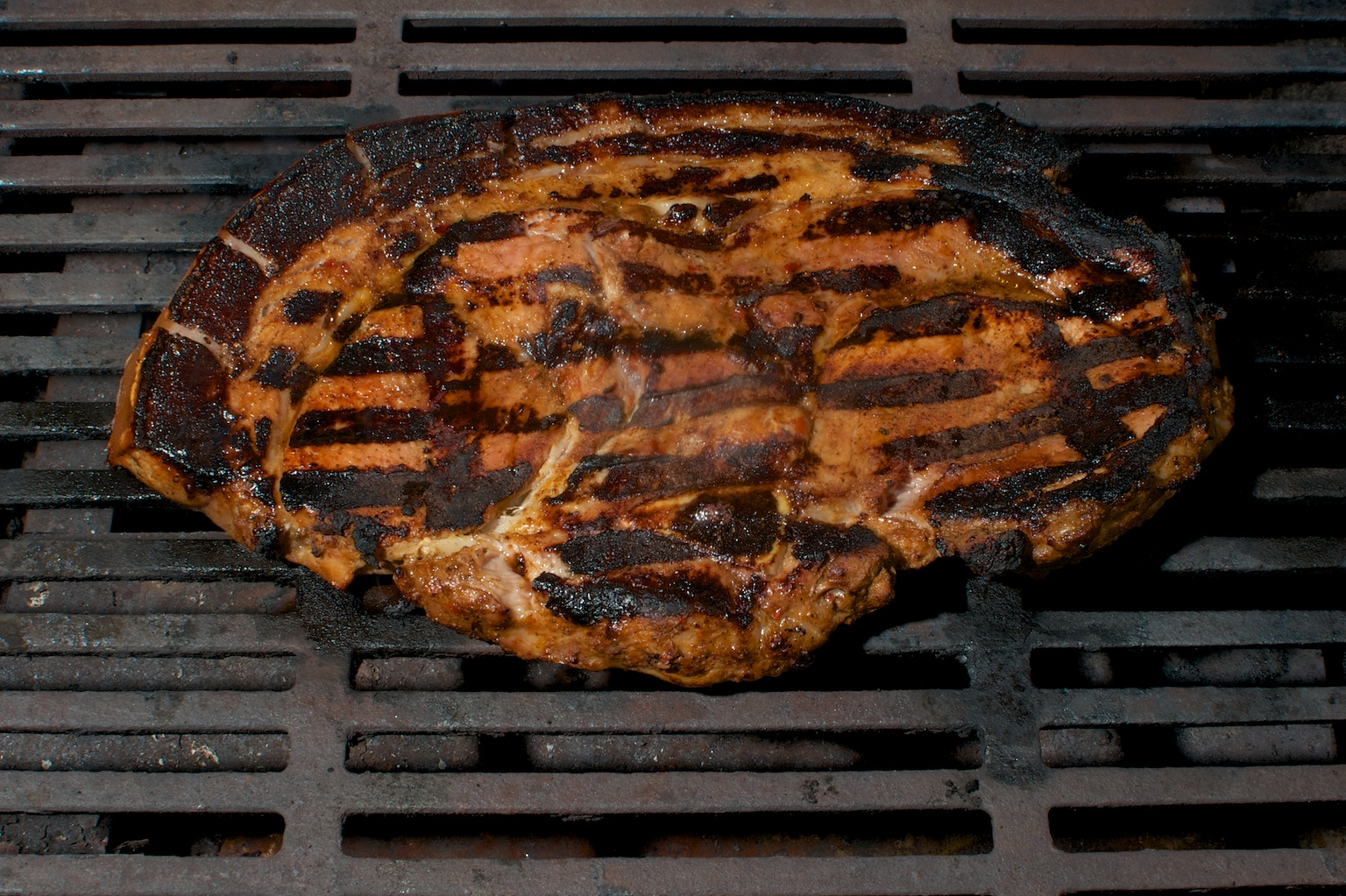
En grillad flintastek.

Flintastek är en köttprodukt från gris som grillas efter marinering. Flintasteken styckas från grisens bak och är färsk skinka med ben utskuren i skivor, samma styckningsdetalj som vintertid säljs som julskinka. Flintasteken sägs ha uppfunnits av styckmästaren Elving Nord på Tempo i Västervik i början av 1960-talet, då med namnet rysstek.
I början av 80-talet bytte man namnet till flintastek, inspirerat av Familjen Flinta, vilket ledde till en försäljningssuccé.
Flintastek innehåller 2-3 procent fett. Flintastek med svål innehåller ungefär 13 procent fett.